# Brassica carinata
Brassica carinata là một loài thực vật có hoa trong họ Cải. Loài này được A.Braun mô tả khoa học đầu tiên năm 1841.